# Goddelijk recht
Het goddelijk recht (Oudgrieks: τὰ ὅσια, tà hósia; Latijn: ius divinum) is een concept in het recht dat duidt op recht of wetten waarvan men meent dat ze gegeven of ingegeven zijn door een godheid. Dergelijk recht kan dan ook niet door mensen worden veranderd.

## Goddelijk recht in de oudheid
Men kende het goddelijk recht reeds in de oudheid. Het was onder meer in het oude Griekenland, het oude Rome en bij de joden.

### Goddelijk recht in het oude Griekenland
De vroegste Oud-Griekse rechtsgevers, zoals Lykourgos van Sparta, werden beschouwd als goddelijk geïnspireerde personen.

### Goddelijk recht in het oude Rome
In het oude Rome kende men ook goddelijk geïnspireerde wetgevers.

### Goddelijk recht bij de joden
Het eerste voorbeeld van goddelijk recht bij de joden waren de Tien Geboden die God aan Mozes zou hebben gegeven. Dit Goddelijk recht bestaat volgens de joden tot op de dag van vandaag.

## Canoniek recht
Het canoniek recht kent de meest uitgewerkte versie van het goddelijk recht (ius divinum), dat wordt opgedeeld in ius divinum positivum en ius divinum naturale (cf. positief recht en natuurrecht).

## Goddelijk recht bij de moslims
De sharia is het Arabische woord voor de islamitische wet of de Wet van God en betekent letterlijk 'weg naar de bron', ook: 'gebaande weg', 'wet' en 'rite'. De basis ligt bij de fiqh.